# Rangabali Upazila
Rangabali Upazila är ett underdistrikt i Bangladesh. Det ligger i den södra delen av landet, 200 km söder om huvudstaden Dhaka.